# Dezyderiusz (król Longobardów)
Dezyderiusz, łac. Desiderius (zm. po 786) – ostatni król Longobardów, panujący w latach 757-774. Pochodził z Brescii, był księciem Toskanii.
Urodzony w Brescii, Dezyderiusz był wysokim urzędnikiem w królestwie Longobardów, dux Langobardorum et comes stabuli (książę i komes Longobardów), który to urząd był podobny do współczesnego mu urzędu w państwie Franków — dux Francorum. Król Aistulf uczynił go księciem Istrii i Toskanii. Po śmierci Aistulfa w 756 r. został królem Longobardów. W tym samym czasie Ratchis, poprzednik Aistulfa na tronie longobardzkim, próbował zdobyć koronę i wzniecił bunt, który został szybko stłumiony z pomocą papieża Stefana II.
Próbując jednak, podobnie jak jego poprzednicy, rozszerzyć władanie Longobardów w Italii szybko wszedł w konflikt z południowymi księstwami i papiestwem, które zwróciły się o protekcję do króla Franków Pepina Krótkiego.
Po śmierci papieża Pawła I w 767 r. nastąpił chwilowy kryzys na stolicy apostolskiej, który próbował wykorzystać Dezyderiusz, samodzielnie osadzając na papieskim tronie mnicha z rzymskiego klasztoru św. Wita na Eskwilinie, który w historii kościoła znany jest jako antypapież Filip. Ponieważ nie miał większego poparcia, więc zaledwie po jednym dniu Filip musiał wrócić do swojego klasztoru.
W celu zabezpieczenia i wzmocnienia granic stosował tzw. sojusze małżeńskie, wydając swoje córki za synów władców państw ościennych:
- Hermenegarda została żoną Karola Wielkiego;
- Gerperga została żoną Karlomana, brata Karola Wielkiego;
- Liutberga została wydana za mąż za Tassilona, księcia Bawarii
- Adelperga poślubiła natomiast Arechisa, księcia Benewentu

Jednakże Dezyderiusz naraził się Karolowi Wielkiemu udzielając schronienia synom Karlomana po śmierci ich ojca 771. Karol korzystając z tego pretekstu rozwiódł się z Hermenegardą i najechał królestwo byłego teścia w 773 r. Dezyderiusz próbował się bronić, ale  został pobity pod Mortara (Ara Mortis). Następnym etapem wojny było oblężenie stolicy Longobardów Ticinum (współczesnej Pawii). Oblężenie trwało do czerwca 774 r., kiedy to w zamian za darowanie życia swoich żołnierzy i poddanych Dezyderiusz poddał miasto.
W 774 roku został zdetronizowany przez swojego zięcia, który sam przejął koronę Longobardów, a następnie w 781 przekazał ją swojemu synowi – Pepinowi. Dezyderiusz zaś wraz z rodziną został zesłany jako więzień do Francji (prawdopodobnie do opactwa w Corbie lub według innych do klasztoru w Liège (współcześnie w Belgii)).